# Dolná Mičiná (kaštel)
Kaštel Dolná Mičiná byl původně hrad, který byl přestavěn na renesanční zámeček. Nachází se v obci Dolná Mičiná.

## Dějiny
Zámeček byl postaven v druhé polovině 16. století na gotickém základě. Pravděpodobně šlo o panské sídlo, resp. hrádek. V roce 1667 ho Tomáš Benický s manželkou Kateřinou Mervaldovou přestavěli do dnešní podoby. Pozdně barokní úpravy jsou z konce 18. století. Po roce 1970 byl opraven a znovu zastřešen. Nejnovější úpravy jsou z 90. let, kdy byl upravován hlavně interiér.

## Interiér
Zachovaly se renesanční a barokní klenby se štukovými obrazci. Ve středu dispozice je vestibul s valenou lunetovou klenbou, z něj vedou vstupy do bočních obytných místností.

## Exteriér
Dvoupatrová bloková stavba se čtyřmi nárožními okrouhlými věžemi a přistavěnou blokovou věží se schodištěm. Na hlavní fasádě mezi nárožními věžemi je dvouramenné schodiště umístěno v lodžiové arkádě, datované nápisovou deskou v kartuši rokem 1667. Na lodžii v prvním patře je umístěn pozdně renesanční krb datovaný stejným rokem. Osazen je do pláště nárožní věže. Vstup chrání klíčové střílny.

## Současný stav
Zámeček není přístupný veřejnosti a chátrá. Dá se však nahlédnout dovnitř, ale na vlastní nebezpečí. Od roku 2007 má nového majitele a už není volně přístupný. V roce 2009 se připravovala rekonstrukce.